# HD 155060
HD 155060 — двойная звезда в созвездии Геркулеса на расстоянии приблизительно 119 световых лет (около 36,6 парсек) от Солнца. Возраст звезды определён как около 4 млрд лет.
Вокруг звезды обращается, как минимум, одна планета.

## Характеристики
Первый компонент (HD 155060A) — жёлто-белая звезда спектрального класса F8. Визуальная звёздная величина звезды — +7,22m. Масса — около 1,07 солнечной, радиус — около 1,089 солнечного, светимость — около 1,44 солнечной. Эффективная температура — около 5950 K.
Второй компонент (HD 155060B) — красный карлик спектрального класса M1. Визуальная звёздная величина звезды — +9,3m. Масса — около 0,285 солнечной, радиус — около 0,307 солнечного, светимость — около 0,013 солнечной. Эффективная температура — около 3229 K. Удалён на 6,5 угловой секунды (в среднем около 238 а.е.).

## Планетная система
В 2024 году группой астрономов, работающих в рамках программы TESS, было объявлено об открытии планеты TOI-2128 b.
В 2019 году учёными, анализирующими данные проектов Hipparcos и Gaia, у звезды обнаружена планета HIP 83827 с.